# 克里斯蒂安娜·福林
克里斯蒂安娜·福林（德語：Christiane Völling，1959年4月17日—）是已知第一位成功因非自願手術干預而提起損害賠償訴訟的雙性人。該手術被描述為非自願的性別指定手術。科隆地方法院判決她獲得10萬歐元的賠償金。

## 历史
福林于1959年出生，拥有通常与女性相关的XX性染色体，并可能患有先天性肾上腺增生症。她的生殖器模糊，被指定并以男性身份抚养长大。她在青春期早期经历了显著的身体发育，包括胡须生长等被认为异常的身体变化。
在14歲進行闌尾切除手術時，醫生發現福林擁有完整的女性生殖器官，包括卵巢和輸卵管。儘管未檢測到睪丸組織，但福林被診斷出擁有男性和女性器官的混合特徵。她被告知擁有女性器官，並被告知自己「60%是女性」。福林因此遭受心理健康問題。1977年，她的女性典型染色體模式被檢測出來，但這一結果並未告知她。醫生分析了她的性別意識及性取向，並於1977年8月12日她18歲時進行了手術，切除了她的女性生殖器官，包括生殖系統。醫療文件將手術的目的描述為「睪卵巢切除術」（testovarectomy），即移除睪丸和卵巢組織，但實際上並未檢測到任何睪丸組織。負責醫師的記錄指出，發現「正常的女性解剖特徵，包括青春期前的子宮、正常大小的卵巢，以及盲端的陰道…」
福林曾在一段時間內以男性身份生活，但後來選擇以女性身份生活。2006年，福林取得了自己的醫療記錄，發現了她的染色體診斷被隱瞞，以及1977年手術的真相。

## 法院判決
2008年2月6日，科隆地方法院判決了一起案件中，福林表示她在1977年手術時無法同意或充分理解手術的性質。她主張，如果當時接受適當的醫療治療，她本可以以女性身份生活，包括完整的女性性特徵以及生育能力。然而，她因被迫生活於不符合其性別認同的身份中，還承受了閹割手術及尿道重建的後果，包括持續的泌尿道感染和尿道功能障礙。
該手術的主刀醫生辯稱，他依賴其他專科醫生的診斷支持。此外，他表示福林並不擁有「自然的女性身體」，而是一個經歷男性化發育且性器官「嚴重萎縮」的身體。在醫生的觀點中，手術是滿足患者迫切且經過徹底檢討的願望所進行的。關鍵診斷信息則因「治療目的」被隱瞞，主要是出於對患者心理健康的考量。
法院認定，該手術在缺乏任何嚴重或急性健康風險的情況下進行。醫生未提供完整的診斷信息，缺乏正當理由，尤其是診斷數據顯示福林並不具有混合性特徵，而是基因和身體上均為女性。手術實際上涉及完全切除她唯一存在的女性性器官，而非維持現有性別特徵。法院指出，基於治療目的而忽視告知患者診斷結果的義務是不被允許的，因為「手術的初衷在進行過程中發生了重大改變」。
法院裁定：「被告非法且以故意和過失的方式，在未充分告知手術的性質、內容和範圍的情況下，移除了原告的女性性器官，對原告的健康造成了傷害。」福林因此獲得了10萬歐元的賠償金。
国际法律家委员会將此案件描述為「一個個體在未充分知情或同意的情況下被進行性別指定手術的案例」。此案件剛好在法律追訴時效的範圍內提起。
除了訴訟之外，福林還向法院申請正式更改姓名以及法律性別身份，從男性改為女性。